# إدوارد ستيفنز
إدوارد ستيفنز (بالإنجليزية: Edward Stevens)‏ هو ضابط وسياسي أمريكي، ولد في 1745 في كولبيبر في الولايات المتحدة، وتوفي بنفس المكان في 17 أغسطس 1820. انتخب عضو مجلس ولاية فرجينيا.